# Reményi Károly (zenetanár)
Reményi Károly Mária Antal (Szigetvár, 1941. július 13. – Esztergom, 2020. november 21.) magyar zenetanár, karnagy. Esztergom Pro Urbe díjasa, az esztergomi zeneiskola igazgatója, tanára, az esztergomi Balassa Bálint Vegyeskar karnagya, az Esztergomi Szimfonikus Zenekar alapítója és karmestere, az esztergomi Dobó Katalin Gimnázium énekkarának karnagya, a pestszentlőrici Árpád-házi Szent Margit plébániatemplom énekkarának alapítója és karnagya.

## Életpályája
Édesanyja, Staub Ilona felvételt nyert a Zeneakadémia zongora szakára, azonban a családi életet előtérbe helyezve azt nem végezte el. Édesapja, Reményi József (született Róth József, nevét 1934-ben magyarosította) kántortanító, intézményvezető volt Almamelléken. Testvére, Reményi János szintén a zenei pályát választotta: a Zeneakadémián tanult karvezetést, majd pályája végén 10 évig a Magyar Rádió Gyermekkórusának művészeti vezetője volt. 
Elemi iskolai tanulmányait hat éves korában a Pécsi Székesegyházi Kórusiskolában kezdte, ahol Virág III. Ferenc pécsi püspök magánministránsa volt. Egészen az intézmény feloszlatásáig járt oda, majd visszakerült Almamellékre, az édesapja által vezetett iskolába. Másodéves középiskolásként – egy tanév szolnoki tanulmány után – felvették a  Miskolci Állami Zenei Gimnáziumba. 1960 és 1965 között a Zeneakadémián tanult Vásárhelyi Zoltán növendékeként a középiskolai énektanár és karvezető szakon. Tanulmányai alatt tanárai voltak többek között Kodály Zoltán és Bárdos Lajos. Zongorán és fagotton játszott.
1965-ben, a Zeneakadémia elvégzése után az esztergomi Állami Zeneiskolában vállalt szolfézstanári állást, hogy a budapesti zenei élethez közelebb kerüljön. Tanári hivatása mellett a Labor Műszeripari Művek Balassa Bálint Vegyeskarának másodkarnagya, majd 1984-től – Szabó Tibort váltva – 2015-ig karnagya volt, Udvardyné Pásztor Ágnesre hagyva az énekkar vezetését. Szintén 1965-ben megalapítja a pestszentlőrinci Árpád-házi Szent Margit plébánia kórusát, amelynek karnagyi feladatait is ellátta. 1968-ban megalapította az esztergomi Városi Szimfonikus Zenekart, melynek 2012-ig vezetője és karmestere volt.  
1970 és 1999 között az esztergomi zeneiskola igazgatója volt, ebben az időszakban került sor az akkori épület kibővítésére, amellyel az intézmény elnyerte a ma is ismert formáját. Az épület átalakítása 1982-ben kezdődött, majd – rendkívüli társadalmi támogatással – végül 1994-ben került átadásra. 1992-ben felkérést kapott a milánói Scala gyermekkórusának vezetésére, de hosszas gondolkodás után úgy döntött, hogy Esztergomban marad. Vezetésével a zenekar és a vegyeskar számos hazai és nemzetközi versenyen mérettette meg magát, valamint rengeteg koncertet adott hazai és külföldi helyszíneken. Ezek közül az egyik legkiemelkedőbb az 1986-os llangolleni első díj a vegyeskarok versenyében. Szakmai munkájához még hozzá tartozik, hogy a környékbeli kórusokat segítette szakmai tanácsaival, szoros kapcsolatot ápolt velük. Számtalan fiatal tehetséggel dolgozott együtt, akikből később elismert zenészek lettek, illetve sok sikeres zenészt indított el a pályafutásán (sokak mellett: Nádor Magda, Csurja Tamás, Vincze Gábor Péter, Velenczei Tamás –  Berlini Filharmonikusok szólótrombitása).
2011-ben a tanítástól visszavonult, a zenekar és a Balassa Bálint Vegyeskar vezetésének szentelte az idejét. Utolsó koncertje a zenekar és a vegyeskar élén 2019 decemberében volt. 

## Díjai, elismerései
- Babits-díj (2007)
- KÓTA (Magyar Kórusok és Zenekarok Szövetsége) Díj (2008; 2016)
- Öveges József Megyei Pedagógiai díj (2009)
- Komárom-Esztergom Megyéért (2011)
- Megyei Príma-díj (2012)[7]
- Pro Urbe díj – Esztergom (2016)
- Szent Adalbert-díj (2017)[8]